# Blue Mitchell
| Blue Mitchell                             | Blue Mitchell                             |
| Kattints az alábbi külső linkek egyikére! | Kattints az alábbi külső linkek egyikére! |
| ----------------------------------------- | ----------------------------------------- |
| Nem található szabad kép.(?)              |                                           |
| külső link · jogvédett                    | Richard Allen »Blue« Mitchell             |

Richard Allen „Blue” Mitchell (Miami, 1930. március 13. – Los Angeles, 1979. május 21.) amerikai dzsessztombitás, zeneszerző. A dzsessz, a rhythm and blues, a soul-, a rock- és a funkzenében egyaránt otthon volt.

## Pályafutása
A középiskolában kezdett trombitálni. A  beceneve ott ragadt rá. A középiskola után Paul Williams, Earl Bostic és a Chuck Willis vezette R&B zenekarokkal turnézott. Miután visszatért Miamiba, Cannonball Adderley 1958-ban New Yorkba vitte, hogy felvételt készítsen a Riverside Records számára.
Mitchell 1958-1964 között Horace Silver kvintettjével dolgozott. Amikor Silver együttese 1963-ban feloszlott, Mitchell saját combot alapított, és abban a legtöbb korábbi társa is dolgozott, viszont Silver helyét Chick Corea vette át. Ez az együttes az évtized végéig működött, ekkor csatlakozott Mitchell a Ray Charlest kísérő együtteshez.
A 70-es évek elején Mitchell számos előadóval játszott a dzsesszen kívüli területeken is, például John Mayallal és olyan népszerű énekesekkel, mint Tony Bennett és Lena Horne.
A 70-es évek közepétől Los Angelesben szabadúszóként dolgozott kis és nagy zenekarokban, köztük Harold Land, Louie Bellson és Bill Berry együtteseiben.
Mitchell 1979. május 21-én halt meg rákban Los Angelesben, 49 évesen.

## Albumok
1958: Big 6   

1959: Out of the Blue

1959: Blue Soul

1960: Blue’s Moods

1961: Smooth as the Wind

1962: A Sure Thing

1962: The Cup Bearers

1963: Step Lightly

1964: The Thing to Do

1965: Down with It!

1966: Bring It Home to Me

1966: Boss Horn

1967: Heads Up!

1968: Collision in Black

1969: Bantu Village

1971: Blue Mitchell (AKA Soul Village)

1971: Vital Blue

1972: Blues’ Blues

1973: The Last Tango   

1973: Graffiti Blues

1974: Many Shades of Blue

1975: Stratosonic Nuances

1976: Funktion Junction

1977: African Violet

1977: Mapenzi

1977: Stablemates

1977: Summer Soft